# Jang Yun-jeong
Jang Yun-jeong (장윤정?; Chungju, 16 febbraio 1980) è una conduttrice televisiva e cantante sudcoreana semi trot, che ha ottenuto successo all'inizio del 2005 con il singolo Omona! (un'esclamazione che tradotta ha un significato simile a Oh mio Dio!).
Sebbene all'inizio della sua carriera avesse appena 20 anni, ha deciso di dedicarsi ad uno stile musicale principalmente ascoltato dalle precedenti generazioni di coreani, il trot, che le ha però portato successo. A causa della sua età e del suo successo, inoltre, ha avuto la possibilità di esibirsi in programmi televisivi e spettacoli sia dedicati al vecchio trot, sia alla giovanissima musica pop coreana conosciuta come K-pop. Ha condotto, inoltre, il programma del canale SBS 1000 Song Challenge.
Ad aprile del 2005, ha debuttato anche in Giappone ripubblicando il singolo che l'ha portata al successo in patria, Oh, My Goodness.
Jang era un giudice di spettacoli televisivi come Miss Trot e Mr Trot.

## Discografia
- 22 ottobre 2004: Volume 1 - 어머나 (Oh My Goodness)
- 10 maggio 2005: Volume 2 - 짠짜라
- 7 aprile 2006: Volume 2.5 - 트로트 리메이크 앨범
- 28 settembre 2006: Volume 3 - 이따, 이따요 (Later, Later)
- 17 settembre 2007: Best Album - The Encore
- 27 giugno 2008: Volume 4 - Jang Yoon Jeong Twist
- 7 febbraio 2009: Singolo digitale - 애원